# Misure di supporto elettronico
Nell'ambito della guerra elettronica, con misure di supporto elettronico, o semplicemente supporto elettronico (in inglese electronic support measures o ESM), si intendono le azioni intraprese allo scopo di rilevare, intercettare, identificare, localizzare, registrare e/o analizzare fonti di irradiazione di energia elettromagnetica, al fine di riconoscere una minaccia immediata o di una pianificazione operativa a lungo termine.
Il supporto elettronico fornisce una fonte di informazioni richiesta per le decisioni che coinvolgono tattiche come la protezione elettronica o l'attacco elettronico, in sigla EP e EA, dai termini inglesi electronic protection e electronic attack.
Misure di sostegno electronico sono la raccolta di informazioni attraverso l'"ascolto" passivo delle radiazioni elettromagnetiche di interesse militare, in grado di fornire un primo rilevamento o la conoscenza dei sistemi stranieri, una raccolta di dati tecnici e operativi sui sistemi stranieri, e le informazioni di combattimento tattico che utilizzano questi dati. Le piattaforme di raccolta ESM possono rimanere in silenzio per via elettronica e rilevare e analizzare le trasmissioni radar al di là del campo di rilevamento radar a causa della maggiore potenza dell'impulso elettromagnetico rispetto a quello radar.
Nel 2025 la Northwestern Polytechnical University di Xian ha brevettato dei magnetometri aviotrasportati che rilevano le interazioni magnetiche tra gli ioni dell'acqua di mare disturbati dal movimento del sottomarino e il campo geomagnetico terrestre.